# Полоха (залізнична станція)
Полоха (рос. Полоха) — залізнична станція в Няндомському районі Архангельської області Російської Федерації.
Населення становить 87 осіб. Входить до складу муніципального утворення Няндомський муніципальний округ.

## Історія
До 2022 року входило до складу муніципального утворення Няндомське поселення.

## Населення
| 2002 | 2010 | 2012 |
| ---- | ---- | ---- |
| 168  | ↘91  | ↘87  |